# Grand Prix des Marbriers
De GP des Marbriers is een eendaagse wielerwedstrijd die wordt verreden rondom Bellignies in het Franse Noorderdepartement in de regio Hauts-de-France.
De eerste editie van deze wedstrijd vond plaats in 1961 en maakt sinds 2008 deel uit van de UCI Europe Tour in de categorie 1.2.

## Lijst van winnaars

### Meervoudige winnaars
| Overwinningen | Renner             | Land      | Jaren            |
| ------------- | ------------------ | --------- | ---------------- |
| 3             | Michel Prissette   | Frankrijk | 1961, 1962, 1963 |
| 3             | Philippe Delaurier | Frankrijk | 1987, 1989, 1995 |
| 2             | Pascal Pofilet     | Frankrijk | 1999, 2001       |
| 2             | Benoît Daeninck    | Frankrijk | 2006, 2013       |

### Overwinningen per land
| Overwinningen | Land                                                  |
| ------------- | ----------------------------------------------------- |
| 20            | Frankrijk                                             |
| 3             | België                                                |
| 2             | Verenigd Koninkrijk                                   |
| 1             | Canada, Duitsland, Finland, Nederland, Polen, Rusland |